# Josef Cink (básník)
Josef Cink (16. června 1932 Lašťany – 25. března 1995) byl český básník žijící v Třebíči.

## Biografie
Josef Cink se narodil v roce 1932 v Lašťanech, tamtéž studoval i základní školu a následně pokračoval ve studiu na gymnáziu ve Šternberku. Gymnázium nedokončil a po dvou letech přešel na učiliště pro tkadlece v Libině nedaleko Šumperka. Následně nastoupil na vojenskou službu a v roce 1954 odešel do Olomouce, kde začal pracovat jako skladník v podniku Mototechna. V roce 1970 se odstěhoval do Třebíče, kde do roku 1976 pracoval také jako skladník ve společnosti Technomat. Již v roce 1960 začal psát do novin a časopisů, později se začal věnovat i beletrii.
Získal ocenění na soutěžích Nezvalova Třebíč a Šrámkova Sobotka.

## Dílo
- Aby už nikdy (1972)
- Ptačí krajiny (1973)
- Krajiny usmíření (1974)
- V tvých zahradách (1975)
- Chystání léta (1980)